# Dragutin Gavrilović
Dragutin Gavrilović (Čačak, 25 maggio 1882 – Belgrado, 19 luglio 1945) è stato un militare serbo.

## Biografia
Dragutin Gavrilović è nato a Čačak, Serbia, nel 1882. Dopo la sua promozione nell'accademia militare Serba nel 1901 ha preso parte a tutte le guerre in cui l'esercito Serbo ha combattuto, fino alla seconda guerra mondiale.
È meglio ricordato nei libri di storia serbi per il suo drammatico ordine assegnato alle sue truppe il 7 Ottobre 1915, il primo giorno di difesa di Belgrado contro l'attacco Austro-Ungarico e Tedesco durante la prima guerra mondiale. Possedendo il grado di maggiore, Gavrilović al tempo comandava il 2º battaglione del 10º reggimento di fanteria, che, insieme ad un distaccamento della gendarmeria di Belgrado ed un gruppo di 340 volontari da Syrmia, difendeva posizioni alla confluenza di Sava e Danubio, sotto la fortezza di Kalemegdan.
Al mattino presto, le truppe austro-ungariche hanno attaccato attraverso i fiumi dopo un pesante sbarramento di artiglieria di due giorni; i serbi in una serie di contrattacchi intrappolarono gli invasori contro il Danubio con pesanti perdite su entrambi i lati. La situazione serba peggiorava ogni minuto a causa di un flusso incessante di rinforzi austro-ungarici e di una vasta superiorità nell'artiglieria, che i serbi contrastarono impiegando tattiche ravvicinate.
I serbi ebbero la loro ultima resistenza davanti alla kafana "Jasenica" , lì i soldati hanno preso i fiori da un piccolo negozio di fiori e li hanno indossati sui loro cappotti e sulle loro pistole mentre si preparavano per un'ultima carica verso la morte certa. Prima di lanciarli al contrattacco, il maggiore Gavrilović li ha radunati con questo discorso:
"Soldati, esattamente alle tre, il nemico deve essere schiacciato dalla vostra feroce carica, distrutto dalle vostre granate e dalle baionette. L'onore di Belgrado, la nostra capitale, non deve essere macchiato. Soldati! Eroi! Il comando supremo ha cancellato il nostro reggimento dai suoi registri. Il nostro reggimento è stato sacrificato per l'onore di Belgrado e della Patria. Pertanto, non dovete più preoccuparti delle vostre vite: ormai non esistono più. Quindi, avanti verso gloria! Per il re e la patria! Lunga vita al Re, lunga vita a Belgrado!"
La carica disperata che seguì, in cui Gavrilović fu gravemente ferito, non riuscì a distruggere la testa di ponte austro-ungarica. Il tempestivo intervento dei monitor fluviali austro-ungarici che si avvicinavano alla riva per lanciare il fuoco di artiglieria a bruciapelo con una paura molto ridotta di colpire le proprie truppe, e che le unità serbe non potevano contrastare, giocò un ruolo importante nello sconfiggere l'attacco. Ma la carica e simili atti di coraggio e abnegazione da parte delle truppe serbe e degli abitanti di Belgrado durante la battaglia guadagnarono un profondo rispetto da parte degli invasori, che hanno subito circa 10.000 vittime nel corso della cattura della città. Lo stesso comandante tedesco, August von Mackensen, eresse un monumento sul campo di battaglia per commemorare gli zelanti difensori della città; tutt'oggi è ancora in piedi e vi sono inscritte con le parole "Qui giacciono gli eroi Serbi" in tedesco e serbo, un raro esempio nella storia militare, di un esercito che costruisce un monumento ai propri nemici.